# Stefan Rehberg
Stefan Rehberg (* 1956 in Stralsund, Bezirk Rostock) ist ein deutscher Schauspieler und Hörspielsprecher.

## Leben
Stefan Rehberg absolvierte bis zum Jahr 1983 seine Schauspielausbildung an der Hochschule für Schauspielkunst Ernst Busch in Ost-Berlin.
Seit 1989 hat Rehberg in mehreren Filmen und Fernsehserien mitgewirkt. Am Theater wirkte er in zahlreichen Theaterstücken mit, wie beispielsweise in Nathan der Weise, Faust. Eine Tragödie, Hamlet oder in Romeo und Julia. Als festes Ensemblemitglied war er unter anderem am Fritz Rémond Theater und am Pfalztheater engagiert.
Stefan Rehberg lebt in München. Neben seiner Muttersprache Deutsch spricht er auch fließend Englisch und Russisch.

## Filmografie (Auswahl)
- 1989: Die Besteigung des Chimborazo
- 1990: Verbotene Liebe
- 2019: SOKO München (Fernsehserie, 1 Folge)
- 2021: Sturm der Liebe (Fernsehserie, 2 Folgen)
- 2022: Die Rosenheim-Cops (Fernsehserie, 1 Folge)

## Hörspiele (Auswahl)
- 1984: Volkstext: Alif Laila wa Laila oder Die Erzählungen aus den 1001 Nächten – Regie: Reiner Flath (Hörspielbearbeitung, Kinderhörspiel – Rundfunk der DDR)
- 1985: Christian Nowack: Waldstraße Nummer 7: Träume sind Schäume. Kurzfassung (Fahrer) – Regie: Joachim Staritz (Original-Hörspiel, Kurzhörspiel – Rundfunk der DDR)
- 1986: Christian Nowack: Waldstraße Nummer 7: Hoffnung hält jung (Fahrer) – Regie: Joachim Staritz (Originalhörspiel, Kurzhörspiel – Rundfunk der DDR)
- 1986: Christian Nowack: Waldstraße Nummer 7: Hase und Igel (Fahrer) – Regie: Joachim Staritz (Originalhörspiel, Kurzhörspiel – Rundfunk der DDR)
- 1986: Alexander Puschkin: Dubrowski (Polizeileutnant) – Regie: Joachim Staritz (Hörspielbearbeitung, Kinderhörspiel – Rundfunk der DDR)
- 1986: Brüder Grimm: Die Bärenhaut. Hörspiel frei nach dem Märchen der Gebrüder Grimm (3. Spieler) – Regie: Joachim Staritz (Hörspielbearbeitung, Kinderhörspiel – Rundfunk der

DDR)
- 1986: Mark Herzberg: Sieg um jeden Preis (John) – Regie: Joachim Staritz (Originalhörspiel, Kriminalhörspiel, Kurzhörspiel – Rundfunk der DDR)
- 1988: Karl Dietrich: Hinnerk Wittkamp (Michael) – Regie: Reiner Flath (Hörspielbearbeitung, Kinderhörspiel – Rundfunk der DDR)
- 1988: John Brinckman: Schiemannsgarn (Strauß) – Regie: Reiner Flath (Hörspielbearbeitung, Kinderhörspiel – Rundfunk der DDR)
- 1988: Ulrich Frohriep: Der Maler und das Mädchen (Johann, Werfels Sohn) – Regie: Joachim Staritz (Originalhörspiel, Kriminalhörspiel, Kurzhörspiel – Rundfunk der DDR)
- 1988: Andreas Anden: Bumsvallera (Udo Hämmerling) – Regie: Joachim Staritz (Originalhörspiel, Kriminalhörspiel, Kurzhörspiel – Rundfunk der DDR)

Quelle: ARD-Hörspieldatenbank